# Нисък ключ
Ниският ключ (на английски: Low key) е фотографски начин за тонална композиция на една фотокартина и се използва в художествената фотография. С този специфичен метод за осветеност на фотографирания обект се постига силно подчертаване на формата или характерно поведение на фотографирания обект, с което се постига търсеният художествен ефект. Прилага се предимно в черно-бялата фотография, но този метод позволява получаването на ефектни и въздействащи цветни фотографии.

## Същност на тоналната композиция
Общото преобладаване на тъмни петна в една фотографска снимка, сред които има и бели петна, заснети в стил „нисък ключ“, води до силно подчертаване на бялото и формирания от това образ. Контрастът между тъмните и значително по-малко бели петна акцентира върху бялото и фотокартината има по-силно въздействие.

## Техника
Да се получи фотокартина в тъмни тонове при значителна осветеност, се прилагат фотографски техники като недоекспониране на негатива, или преекспониране при копиране на фотографската снимка. Такива снимки не винаги се получават качествени с оглед постигане на желания ефект – нисък ключ. Затова фотографирането на обект с прилагането на този метод изисква специална подготовка, както по отношение общото осветление, специално насочена светлина така и към подходящия подбор на фона. Във всички случаи контрастите във фотокартината оживяват сюжета и засилват впечатленията и въздействието върху зрителя. Тоналната композиция, като се използва метода нисък ключ, може да допринесе за изразителността на фотокартината, ако с бялото са очертани смисловите и зрителните центрове на картината по един силен и въздействащ начин.